# Constantí dels Països Baixos
Constantí Cristòfor Frederic Aschwin, Príncep dels Països Baixos, Príncep d'Orange-Nassau (Utrecht, 11 d'octubre de 1969) és el fill cadet de Beatriu I dels Països Baixos i Claus van Amsberg. Té dos germans, l'actual rei Guillem Alexandre dels Països Baixos i el difunt Joan Frisó dels Països Baixos.
Va casar-se amb Laurentien Brinkhorst el 17 de maig de 2001 a La Haia. Tenen tres fills:
- Eloïsa Sofia Beatriu Llorença (2002)
- Claus-Casimir Bernat Màrius Max (2004)
- Leonor Maria Irene Enrica (2006)

El príncep és padrí de la princesa hereva Caterina Amàlia, de Luana d'Orange-Nassau (filla del difunt Joan Frisó) i de Felícia de Lippe-Biesterfeld de Vollenhoven (filla del cosí de Constantí, Maurici).